# Codex Robertsbridge
Le Codex Robertsbridge (British Library, ms. add. 28 550) est un manuscrit musical du XIVe siècle (c.1360). Découvert en 1897, il contient les plus anciennes pièces de musique écrites spécifiquement pour clavier.

## Description

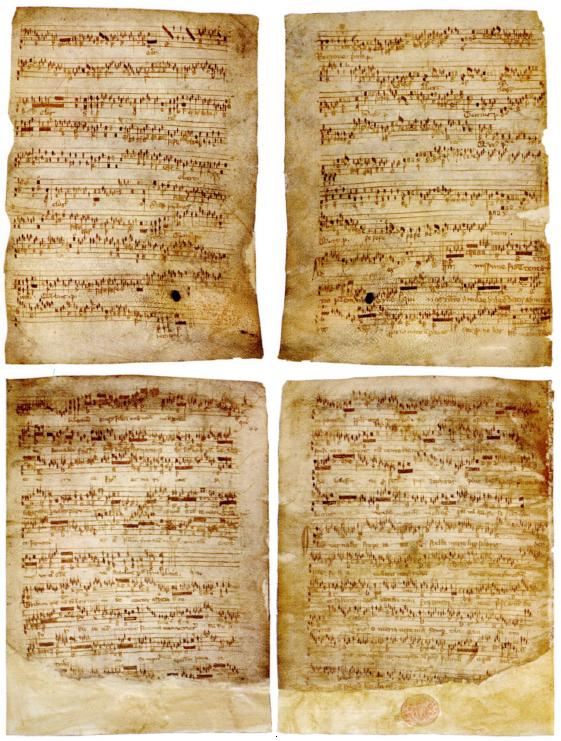
Codex Robertsbridge.

Le terme codex est quelque peu trompeur : la section musicale de la source ne comprend que deux folios (43 et 44), liés ensemble dans un plus grand manuscrit de Robertsbridge, Sussex, en Angleterre. Les première et dernière pièces sont incomplètes. Il contient six pièces, trois d'entre elles dans la forme de l’estampie, une danse italienne du Trecento, ainsi que trois arrangements de motets, dont deux qui proviennent du Roman de Fauvel. Toute la musique est anonyme et est écrite en tablature. La voix supérieure écrite sur une portée en neume et la voix inférieure en lettres. Les estampies sont à deux voix, souvent en quintes parallèles et à l'aide de la technique du hoquet. L'instrument probablement utilisé pour jouer ces morceaux du codex était l'orgue.
La date du Codex a longtemps été située autour de 1330, mais des recherches plus récentes suggèrent une date ultérieure, un peu après le milieu du siècle.
Le manuscrit a été considéré comme italien et connecté aux principaux courants du trecento italien dans son contenu et dans son utilisation claire de puncti divisionis (points de division). Cependant, le consensus des savants considère désormais la source anglaise.

## Contenu
| Nº | fo     | œuvre                                          | enregistrement               | commentaires                                                                                         |
| -- | ------ | ---------------------------------------------- | ---------------------------- | --- |
| 1  | 43     | [sans titre]                                   | ANT, KIN                     | estampie incomplète                                                                                  |
| 2  | 43     | Estampie                                       | MUN, FOL, DUF, BAM, ANT, KIN | |
| 3  | 43v    | Estampie retrove                               | STU, ALC, EAN, DAF, ANT, KIN | |
| 4  | 43v-44 | Adesto sancta trinitas musice modulantibus     | ESL, KIN                     | Intabulation d'après un motet de Philippe de Vitry provenant du Roman de Fauvel                      |
| 5  | 44-44v | Tribum quem non abhorruit indecenter ascendere | LON, SEQ, KIN                | Intabulation d'après un motet de Philippe de Vitry provenant du Roman de Fauvel                      |
| 6  | 44v    | Flos vernalis                                  | KIN                          | Intabulation d'après un motet. Incomplet. La voix grave provient d'un hymne dédié à la Vierge Marie. |

## Discographie
- 1973 - [LON] The Art of Courtly Love. French secular music (1300-1475): Machaut, Binchois, Dufay - Early Music Consort of London, dir. David Munrow (2CD Virgin Veritas 61284) (Fiche sur medieval.org)
- 1975 - [STU] Musik der Spielleute - Studio der frühen Musik (Teldec) (Fiche sur medieval.org)
- 1976 - [MUN] Instruments of Middle Ages and Renaissance - Early Music Consort of London, dir. David Munrow (EMI) (Fiche sur medieval.org)
- 1979 - [FOL] A distant mirror. Shakespeare's music - The Folger Consort (Delos DE 1003) (Fiche sur medieval.org)
- 1988 - [ESL] Intabulation and Improvisation in the 14th Century - Ensemble Super librum (Sonclair CD JB 128 836) (Fiche sur medieval.org)
- 1988 - [SEQ] Philippe de Vitry: Motets and Chansons. Sequentia (Deutsche Harmonia Mundi 77095) (Fiche sur medieval.org)
- 1989 - [ALC] Danse Royale. French, Anglo-Norman and Latin songs and dances from the 13th century - Ensemble Alcatraz (Elektra Nonesuch 7559 79 240-2) (Fiche sur medieval.org)
- 1992 - [DUF] A l'estampida. Medieval dance music. The Dufay Collective (Avie AV 0015) (Fiche sur medieval.org)
- 1993 -  [BAM] Die Fräuelein von Franken. Musik und Geschichten aus der Zeit der Minnesänger. Capella Antiqua Bambergensis. Wolfgang Spindler (C.A.B. Records CAB-06) (Fiche sur medieval.org)
- 1994 - [EAN] Rue des Jugleors. Jongleurs, ménestrels et goliards de Paris. Musique instrumentale et vocale du XIIe au XIVe siècle. Ensemble Anonymus, dir. Claude Bernatchez (Analekta "Fleur de Lys" FLX 2 3056) (Fiche sur medieval.org), (OCLC 872307869)
- 1999 - [ANT] French and English instrumental dances in the Middle-Ages. Modo Antiquo, dir. Bettina Hoffmann (Brilliant Classics BRIL 92888. (Fiche sur medieval.org)
- 2002 - [DAF] Sur la terre comme au ciel. Un jardin au Moyen Âge. Ensemble Discantus et Alla Francesca (Jade 198 796-2) (Fiche sur medieval.org)
- 2002 - [KIN] Fundamentum. The Birth of Keyboard Repertoire. Robertsbridge, Ileborgh, Paumann - Davis Kinsela, chekker, orgue, clavicorde, clavicymbalum, clavicytherium (Organ.o ORO 202) (OCLC 223530812)